# 백산역
백산역(Baeksan station, 栢山驛)은 강원특별자치도 태백시 백산동에 위치한 영동선과 태백선의 철도역이다.
태백선과 영동선이 만나는 태백선의 종착역이다. 2012년 11월 1일 영주-동해 간 무궁화호가 폐지되면서 여객 취급이 중지되었다. 태백선은 이 역부터 제천역까지 모두 지상 구간이다.

## 역명 유래
인근에 위치한 백병산을 따서 지은 이름이다.

## 연혁
- 1959년 12월 1일 : 보통역으로 영업 개시[1]
- 1962년 12월 10일 : 황지지선 백산역에서 황지역까지 9.0 km 완공
- 1975년 2월 1일 : 영동선, 태백선을 잇는 삼각선 준공
- 1988년 1월 1일 : 소화물 취급 중지[2]
- 1998년 4월 : 차내취급역 지정
- 1998년 11월 4일 : 역사 신축 준공
- 2008년 11월 1일 : 화물취급 중지[3]
- 2012년 11월 1일 : 여객 취급 중지
- 2013년 11월 14일 : 제천 기점 104.1km로 변경[4]